# Juha Hirvi
Juha Hirvi (Kymi, 25 marzo 1960) è un tiratore a segno finlandese.
Vanta sei partecipazioni ai Giochi olimpici ed una medaglia conquistata nel tiro a segno. Con la sciatrice Marja-Liisa Kirvesniemi, suo marito Harri, l'amazzone Kyra Kyrklund e l'hockeista Raimo Helminen compone il quintetto degli atleti finlandesi con maggior numero di partecipazioni olimpiche, sei per l'appunto.

## Partecipazioni olimpiche
1. Seul 1988
2. Barcellona 1992
3. Atlanta 1996
4. Sydney 2000
5. Atene 2004
6. Pechino 2008

## Palmarès
- Aaa Argento a Sydney 2000 (pistola 3 posizioni 50 m)